# دوموكوس
دوموكوس (باليونانية: Δομοκός)‏، هي مدينة في فثيوتيس في مقاطعة كينتريكي إلادا في اليونان.
يبلغ عدد سكانها حوالي 1194 نسمة.